# Franciszek Janiak
Franciszek Janiak (ur. 2 października 1919 w Bobrownikach) – polski rolnik i działacz ludowy, poseł na Sejm PRL VII kadencji.

## Życiorys
Uzyskał wykształcenie zasadnicze zawodowe. Od 1948 pracował w Wydziale Rolnictwa i Leśnictwa Powiatowej Rady Narodowej w Kartuzach. W 1954 został przewodniczącym prezydium Gromadzkiej Rady Narodowej w Bobrownikach. W 1960 wstąpił do Zjednoczonego Stronnictwa Ludowego. W latach 1961–1965 pracował w zarządzie Gminnej Spółdzielni „Samopomoc Chłopska” w Nieborowie, a od 1965 prowadził gospodarstwo rolne. Był wiceprezesem Gminnego Komitetu ZSL oraz wiceprzewodniczącym Gminnej Rady Narodowej w Nieborowie. W 1976 uzyskał mandat posła na Sejm PRL w okręgu Skierniewice. Zasiadał w Komisji Przemysłu Ciężkiego, Maszynowego i Hutnictwa.

## Odznaczenia
- Srebrny Krzyż Zasługi